# Manuel Falcó Girod
Manuel Falcó y Girod, XIII marqués de Castel-Moncayo, Grande de España (nacido el 30 de abril de 1964), más conocido como Manolo Falcó, es noble y banquero. Es codirector global de banca de inversión de Citigroup.

## Familia
Falcó nació en Woodland, California, en 1964, donde residían sus padres en ese momento, en el seno de una de las familias más importantes de la nobleza de España. Su padre, Carlos Falcó, V Marqués de Griñón, era entonces estudiante de posgrado en la Universidad de California, Davis, donde conoció a la madre de Manuel, Jeannine Girod. La pareja se casó en 1963, estableciéndose en España pocos meses después del nacimiento de su hijo.
Por parte de su padre, Falcó es nieto del IX Duque de Montellano y bisnieto del VIII Duque de Arión, quien fue Presidente del Club Puerta de Hierro. También es descendiente de El Gran Capitán, entre otros.
Como hijo primogénito de Carlos, Manuel heredó el Marquesado de Castel-Moncayo (con Grandeza de España) en septiembre de 2020, mientras que su hermana, Tamara Falcó, heredaba el Marquesado de Griñón y su hermana Alejandra Falcó Girod se convertía en la XIII marquesa de Mirabel.
En 1999, contrajo matrimonio con Amparo Corsini, hija de Carlos Corsini Alonso y de Amparo Montero Vargas-Zúñiga, y bisnieta de Carlos Corsini de Senespleda, fundador de la constructora española Corsán. La boda se celebró en la capilla de la finca familiar, Casa de Vacas (Toledo), donde hoy en día se encuentran las cenizas del V marqués de Griñón. De su unión, nacieron tres hijos: Carlos, Manuela y Mariana.

## Estudios y carrera
Manuel Falcó se licenció en ADE por la Universidad CEU San Pablo de Madrid. La carrera bancaria de Falcó en Citi abarca más de 20 años. Anteriormente, comenzó a trabajar para SG Warburg en Madrid, seguido de Londres. Tras 10 años en la firma, se incorporó a Citi en Madrid y se convirtió en responsable de operaciones para España y responsable de banca de inversión para España y Portugal. En 2009 se establece de forma definitiva en Londres para dirigir la división de banca de inversión de EMEA de Citi y, en septiembre de 2018, es ascendido a codirector global de esta área. Su preeminencia en este sector le ha granjeado el privilegio de ser miembro de la Comisión Trilateral.
Es accionista de la firma Ecoalf, dedicada a la moda sostenible, y de Marqués de Griñón Family Estates SL.asimismo es socio único de Cotos del Valle del Pusa SL.